# 10 Batalion Sanitarny
10 Batalion Sanitarny (10 bsan) – oddział służby zdrowia Wojska Polskiego II RP.

## Historia batalionu
10 Batalion Sanitarny został sformowany jesienią 1922 w Przemyślu. Z dniem 1 października 1922 do nowego oddziału otrzymali przeniesienia pierwsi oficerowie sanitarni.
W czerwcu 1926 jednostka została skadrowana i przemianowana na kadrę 10 Batalionu Sanitarnego.
29 stycznia 1927 ogłoszono wcielenie do batalionu 23 lekarzy i jednego aptekarza, którzy 9 grudnia 1926 zostali mianowani podporucznikami w rezerwie, w korpusie oficerów sanitarnych ze starszeństwem z 1 lipca 1925.
17 marca 1927 ogłoszono wcielenie do batalionu 13 podlekarzy i 6 oficerów sanitarnych (grupy administracji), którzy 13 stycznia 1927 zostali mianowani podporucznikami w rezerwie, w korpusie oficerów sanitarnych ze starszeństwem z 1 lipca 1925.
W 1928 w Kadrze 10 batalionu sanitarnego pełniło służbę tylko dwóch oficerów administracyjnych (działu sanitarnego): kapitan Tadeusz Bromowicz (komendant kadry) i porucznik Adam Winogrodzki.
Z dniem 1 lipca 1931 minister spraw wojskowych wcielił Kadrę 10 batalionu sanitarnego, bez zmiany nazwy i zadań, do Szpitala Okręgowego Nr X w Przemyślu. Jednocześnie zwiększył skład osobowy szpitala o skład osobowy kadry.

## Organizacja batalionu
W skład batalionu wchodziła:
- drużyna dowódcy batalionu,
- trzy kompanie sanitarne,
- kadra batalionu zapasowego,
- warsztat sanitarno-techniczny.

Każda z kompanii sanitarnych składała się z drużyny dowódcy i czterech plutonów. Pluton liczył dwie drużyny po dwie sekcje sanitarne. Dwa plutony z każdej kompanii były wydzielone do służby w szpitalu okręgowym i w szpitalach rejonowych. Szpital okręgowy dysponował trzema plutonami, a każdy z trzech szpitali rejonowych – jednym plutonem obsługi sanitarnej.

## Żołnierze batalionu
Dowódcy batalionu
- ppłk lek. dr Ludwik Sojka (1 X 1922 - 1924[9])
- mjr san. Eustachy Michał Niemczycki (od VI 1926[10])

Zastępca dowódcy batalionu
- mjr lek. Wojciech Wydra (od 1 X 1922[9])